# Тесмофорії
Тесмофо́рії (Фесмофорії, грец. Θεσμοφόρια) — велике давньогрецьке свято на честь Деметри Законодавиці (грец. Θεσμοφόρος), частково на честь Кори (Персефони), яке влаштовували вільнонароджені жінки наприкінці жовтня в багатьох містах Стародавньої Греції.

## Історія
На цьому святі Деметру шанували як покровительку землеробства, сільського побуту й шлюбів. Свято тривало 5 днів і справлялось частково на мисі Галімунт поблизу Афін, частково в місті. Тесмофорії вважалися всенародним святом. Для виконання обряду і влаштування бенкету вибирали двох заможних шановних жінок, коштом яких оплачувалися всі витрати на свята. На перший день жінки збирались у визначеному місці і разом ішли до Галімунту, обмінюючись по дорозі жартами й витівками. Процесія прямувала до храму Деметри Законодавиці, що був у Галімунті. Другого дня приносили в жертву свиней, на третій день жінки поверталися до Афін, несучи на голові священні книги з установленнями (thesmoi) Деметри. Четвертого дня всі постили і вдавалися в тугу, в останній день улаштовували веселий бенкет з іграми й танцями. В Арістофана є комедія «Жінки на святі Тесмофорій» (Thesmophoriazusai). Тесмофоричний культ Деметри існував і в інших містах Стародавньої Греції.

### Свято уПівнічному Причорномор'ї
У святі Тесмофорії брали участь тільки жінки. Це свято було пов'язане не тільки із землеробством або родючістю, але й зі шлюбним життям жінок.